# Мон-де-Рандон
Мон-де-Рандон (фр. Monts-de-Randon) — муніципалітет у Франції, у регіоні Окситанія, департамент Лозер. Мон-де-Рандон утворено 1 січня 2019 року шляхом злиття муніципалітетів Етабль, Р'єтор-де-Рандон, Сент-Аман, Серв'єр i Ла-Вільдьє. Адміністративним центром муніципалітету є Р'єтор-де-Рандон. Населення — 1236 осіб (01.01.2021).